# Мария-Антуанетта. Подлинная история
«Мари́я-Антуане́тта. По́длинная исто́рия» (фр. Marie-Antoinette, la veritable histoire) — телевизионный фильм совместного производства Канады и Франции, поставленный в 2006 году. Демонстрировался во многих странах мира, в том числе и в России: 10 января 2010 года, с повтором 18 июля 2010 года.

## Сюжет
Исторический фильм, рассказывающий историю жизни последней королевы Франции Марии-Антуанетты, супруги короля Франции Людовика XVI.
16 октября 1793 года — день её казни. Через мгновение на центральной площади под улюлюканье толпы её обезглавят. Королева вспоминает, как 23 года назад народ восторженно встречал её — юную австрийскую принцессу, ставшую затем королевой Франции.
1770 год. В 14 лет её отправляют против воли из родной Вены во Францию, чтобы выдать замуж за внука короля. Во Франции её ждала непростая, но праздная жизнь, которая окончилась очень трагично для всех…

## В ролях
| Актёр             | Роль                      |
| ----------------- | ------------------------- |
| Карин Ванасс      | королева Мария-Антуанетта |
| Оливье Обен       | король Людовик XVI        |
| Мари-Эв Болье     | мадам де Полиньяк         |
| Денни Гилмор      | граф Ферзен               |
| Клоэ Рошле        | императрица Мария Терезия |
| Элен Флоран       | мадам Дюбарри             |
| Давид Ла Эй       | кардинал де Роган         |
| Венсан-Гийом Отис | граф д'Артуа              |
| Венсан Шампо      | граф де Прованс           |
| Джина Кутюр       | мадам де Ноайль           |
| Матильда Лавин    | графиня де ла Моль        |
| Жюль Филип        | мёсье де ла Моль          |
| Мириам Пурье      | мадам Виктория            |
| Пол Савой         | король Людовик XV         |
| Шарль Берлен      | рассказчик                |

## Съёмочная группа
- Режиссёры: Ив Симоно, Франсис Леклер
- Продюсеры: Кристоф Валетт, Алекс Шлиман
- Авторы сценария: Жан-Клод Карьер, Мари Гильмино
- Оператор: Ги Дюфо
- Композитор: Кристоф Ла Пинта
- Художники: Ришар Кунин, Пьер Бешир, Николетта Массоне
- Монтаж: Изабель Малинфант

## Издание на видео
- В некоторых испаноязычных странах этот фильм выпущен на DVD.
- Этот фильм демонстрировался в России по телеканалу «Культура»[2] 10 января 2010 года, с повтором 18 июля 2010 года, 25 сентября 2016 года и 30 декабря 2016 года.[3]
- В России не был выпущен на DVD.